# Пинниджер, Эрик
Брум Эрик Пинниджер (англ. Broome Eric Pinniger; 28 декабря 1902, Сахаранпур, Британская Индия — 30 декабря 1996, Эдинбург, Шотландия, Великобритания) — индийский хоккеист на траве, полузащитник; спортивный стрелок. Двукратный олимпийский чемпион 1928 и 1932 годов.

## Биография
Эрик Пинниджер родился 28 декабря 1902 года в городе Сахаранпур в Британской Индии (сейчас в Индии).
Учился в школе «Дубовая роща» в Массури.
В юности показывал высокие результаты в стрельбе, в 1919 году выиграл одну из главных наград Британской империи и претендовал на участие в летних Олимпийских играх 1920 года в Антверпене, однако Индия не отправила своих стрелков.
С 1925 года работал на Северо-Западной Индийской железной дороге, затем перебрался в Лахор.
Играл в хоккей на траве за Пенджаб.
В 1928 году вошёл в состав сборной Индии по хоккею на траве на летних Олимпийских играх в Амстердаме и завоевал золотую медаль. Играл на позиции полузащитника, провёл 5 матчей, мячей не забивал.
На Играх-1928 был вице-капитаном сборной, а после ухода Джайпала Сингха стал капитаном.
В 1932 году вошёл в состав сборной Индии по хоккею на траве на летних Олимпийских играх в Лос-Анджелесе и завоевал золотую медаль. Играл на позиции полузащитника, провёл 2 матча, забил 1 мяч в ворота сборной США. Не был капитаном из-за внутрикомандных конфликтов между индусами и английскими индийцами.
Мог выступить и на летних Олимпийских играх 1936 года в Берлине. Когда сборная Индии потерпела поражение в одном из матчей перед Играми, Пинниджер получил предложение присоединиться к команде, но отказался.
В конце 1930-х годов считался лучшим центральным полузащитником мира.
В 1949 году эмигрировал в Великобританию, где был дом его дедушек и бабушек, которые уехали в Индию в 1850-х годах. Поселился в Шотландии с дочерью.
Умер 30 декабря 1996 года в британском городе Эдинбург.

## Семья
Жена Эрика Пинниджера Флоренс была легкоатлеткой, лучшей копьеметательницей Индии.